# سبدک
سبدک (نام علمی: Corbicula) نام یک سرده از راسته صدف‌های سفت‌پوسته است.
سبدک دوکفه‌ای کوچکی به‌شکل مثلث مدوّر است که روی هر کفه (نیمه) از صدفش رأسی پهن دارد. درون صدف، در هر کفه فرورفتگی واضحی می‌بینیم که ماهیچه‌ی نزدیک‌کننده به آن وصل می‌شود. خط لولای کفه‌ها هم دندانه‌هایی برجسته دارد. دندانه‌ی میانیِ پایین رأس یک کفه با گوده‌ی میانی کفه‌ی دیگر چفت می‌شود. به‌جز دندانه‌ی میانی، چند دندانه و گوده‌ی جانبی هم وجود دارند که به‌موازات لبه‌ی صدف قرار گرفته‌اند. رباط کشسان بازکننده‌ی کفه‌ها را بیرون صدف، پشت رأس، می‌بینیم.